# Henry Barnard
Henry Barnard, född 24 januari 1811 i Hartford, Connecticut, död 5 juli 1900 i Hartford, Connecticut, var en amerikansk pedagog.
Barnard utövade som skolorganisatör i Connecticut ett vidsträckt inflytande på skolväsendets utveckling i hela USA. Han utgav från 1838 ett antal pedagogiska tidskrifter, däribland American Journal of Education (1855-1881), och ett stort antal böcker, av vilka School Architecture (1839), utgavs av Barnards vän Per Siljeström i svensk bearbetning, Inledning till skolarkitekturen (1856).